# خلنج زغبي
خلنج زغبي (الاسم العلمي:Erica pubescens) هو نوع من النباتات يتبع جنس الخلنج من الفصيلة الخلنجية.